# Rememorare (Star Trek: Voyager)
„Rememorare” (titlu original: „Remember”) este al 6-lea episod din al treilea sezon al serialului TV american științifico-fantastic Star Trek: Voyager și al 48-lea în total. A avut premiera la 9 octombrie 1996 pe canalul UPN.

## Prezentare
B'Elanna Torres are vise extrem de reale despre o altă viață, despre o altă iubire și despre o altă planetă.

## Actori ocazionali
- Charles Esten - Dathan
- Eugene Roche - Jor Brel
- Eve Brenner - Jora Mirell / Korenna Mirell
- Athena Massey - Jessen
- Bruce Davison - Jareth